# مملكة كابسوس
مملكة كابسوس (بالإنجليزية: Kingdom of Capsus)‏ كانت مملكة بربرية مستقلة تقع فوق أراضي ولاية قابس في شرق تونس الحالية.